# Onorato Nicoletti
Onorato Nicoletti (Rieti, 21 giugno 1872 – Pisa, 31 dicembre 1929) è stato un matematico italiano.

## Biografia
Si laureò in matematica nel 1894 alla Scuola Normale di Pisa. Nel 1898 diventò professore di calcolo infinitesimale all'Università di Modena. Dopo due anni ritornò all'Università di Pisa, dove fu prima insegnante di algebra e poi, dopo la morte di Ulisse Dini, di calcolo infinitesimale.
Pubblicò lavori in vari settori della matematica, tra cui l'analisi algebrica, l'analisi infinitesimale, le equazioni connesse alle matrici hermitiane e le equazioni differenziali. Diede contributi originali alla teoria geometrica di Max Dehn sull'equivalenza degli aggregati poliedrici, ampliandola e generalizzandola con un'intera classe di nuove relazioni.
Collaborò alla stesura dell'Enciclopedia Hoepli delle matematiche elementari con due articoli monografici: Forme razionali di una o più variabili e Proprietà generali delle funzioni algebriche.
Grande esperto di didattica della matematica, curò assieme a Roberto Marcolongo una serie di fortunate edizioni per le scuole secondarie.